# Nurullah Genç

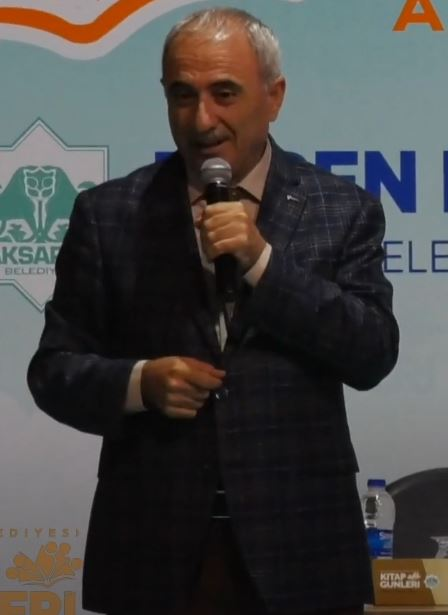
Nurullah Genç, 2019

Nurullah Genç (* 9. September 1960 in Tahirhoca im Landkreis Horasan, Türkei) ist ein türkischer Dichter und Ökonom.
Genç absolvierte seine Schulausbildung in Horasan und studierte ab 1980 Wirtschaftswissenschaft an der Atatürk-Universität in Erzurum, der Hauptstadt seiner Heimatprovinz. 1990 promovierte er und wurde 1995 dort zunächst außerordentlicher Professor und 2001 Professor für Betriebswirtschaft. 2003 wechselte er an die Kocaeli Üniversitesi in İzmit. Von 2013 bis 2015 war er Mitglied des Kapitalmarktausschusses der Türkei. Seit 2015 ist er Ratsmitglied der Türkischen Zentralbank.
Nurullah Genç ist verheiratet und hat drei Kinder.

## Werke

### Lyrikbücher
- Çiçekler üşümesin (Lasst die Blumen nicht frieren)
- Nuyageva (=ein Mädchenname aus slawischen Sprachen)
- Yankı ve Hüzün (das Echo und die Trauer)
- Aşkım isyanımdır benim (meine Liebe ist eine Rebellion)
- Siyah gözlerine beni de götür (führ mich in deine schwarzen Augen)
- Yanılgı Saatleri (die Irrtumstunden)
- Yağmur (das Regen)
- Rüveyda (= ein Mädchenname aus dem Arabischen)
- Denizin son martıları (die letzten Möwen des Meeres)
- Aşk ölümcül bir hülyadır (die Liebe ist ein tödlicher Traum)
- Hüznün lalesidir dünya (die Welt ist die Tulpe der Trauer)
- Gül ve ben (die Rose und ich)
- Yürüyelim seninle İstanbul'da (Lass uns in Istanbul laufen)
- Müpteladır gemiler benim denizlerime (gewöhnt sind die Schiffe in meine Seen)
- Sensiz kalan bu şehri yakmayı çok istedim (diese Stadt ohne dich hätte ich gern verbrannt)
- Birkaç deli güvercin (einige verrückten Tauben)
- Çanakkale, herşey yanıp kül oldu (Dardanelle: Alles wurde verbrannt und wurde zur Asche)
- Ateş Semazenleri (die Feuertaenzer)
- Ölüm Noktümü (das Todesnoktum)

### Romane
- Tutkular keder oldu (die Verhängnisse wurden zum Leiden)
- Yollar dönüşe gider (die Wege führen zur Umkehr)
- İntizar (die Verfluchung)

### Fachbücher
- Zirveye götüren yol: Yönetim (der zum Gipfel führende Weg)
- Yönetim El Kitabı (Handbuch zur Führung)
- Başarı bedel ister (Erfolg fordert Preis)
- Yönetim ve Organizasyon (Führung und Organisation)
- Kalite liderliği (Qualitätsführung)
- Ortaklık Kültürü (die Partnerschaftskult).